# Technische Universität der UGMK

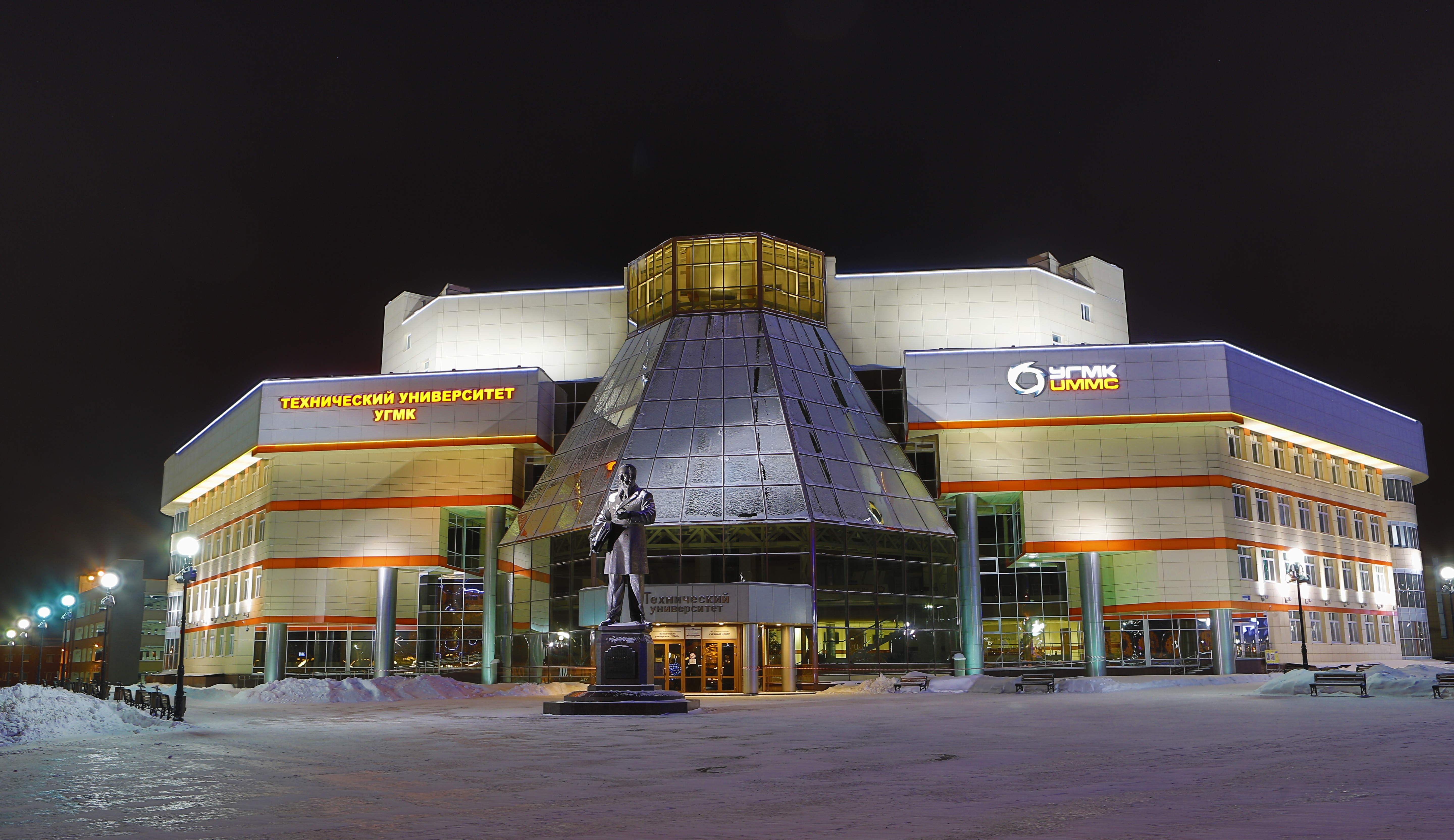
Gebäude der Technischen Universität der UGMK

Die Technische Universität der UGMK ist eine nichtstaatliche höhere Bildungseinrichtung der Uralskaja Gorno-Metallurgitscheskaja Kompanija (UGMK) in Werchnjaja Pyschma (Russland) und wurde im Jahr 2013 eröffnet. Seit Dezember 2017 ist sie eine von 77 von den russischen Behörden genehmigten Innovationsplattformen. Die Technische Universität der UGMK ist die einzige private Universität in Russland, die eine höhere technische Ausbildung anbietet, sowie die erste Hochschule in Russland, die in Kooperation mit einem Industrieunternehmen gegründet wurde. 2016 erhielt die Universität eine staatliche Akkreditierung für acht Hochschulprogramme (Bachelor-, Fach- und Masterabschlüsse). Im Jahr 2018 erlaubte das russische Ministerium für Bildung und Wissenschaft der Universität erstmals, Studenten für Plätze zu rekrutieren, die aus dem Budget der Russischen Föderation bezahlt wurden.
Das Konzept für die Universität entstand in den frühen 2000er-Jahren, als beschlossen wurde, die Bildungsinfrastruktur der Region Ural zu erweitern, indem eine neue Universität außerhalb der großen Industriestadt Jekaterinburg errichtet wird. Die neue Universität sollte ursprünglich Teil der Staatlichen Technischen Universität des Uralgebiets sein, doch Verzögerungen und Budgetbeschränkungen aufgrund der Weltfinanzkrise von 2008 beendeten diese Pläne, obwohl mit dem Bau des Campus bereits begonnen worden war. In den folgenden Jahren ermöglichten Änderungen des russischen Rechts engere Partnerschaften zwischen öffentlichen Bildungseinrichtungen und Unternehmensgruppen, einschließlich der Möglichkeit für Unternehmen, die Eröffnung neuer Abteilungen staatlicher Bildungseinrichtungen direkt zu finanzieren, und der Möglichkeit für Universitäten, mit Industrieunternehmen gemeinsam neue Abteilungen zu gründen.
Unter Nutzung dieser gesetzlichen Änderungen wurden die Pläne zur Gründung einer neuen Universität im Jahr 2011 wieder aufgenommen. Im Gegensatz zum vorherigen Vorschlag war die neue Universität unabhängig von der Staatlichen Technischen Universität des Uralgebiets und stattdessen ein Joint Venture zwischen der UGMK und der Uralischen Föderalen Universität. In einem Interview mit lokalen Medien erklärte der Generaldirektor der UGMK, Andrei Kosizyn, dass sein Unternehmen mehrere Vorteile aus dem Projekt gezogen habe, nämlich die Schulung neuer Mitarbeiter (die weniger kosten würden als die Schulung durch UGMK selbst), eine erhöhte Sicherheitskultur und erhöhte Arbeitsproduktivität.
Die neue Universität wurde am 3. September 2013 eröffnet und bot zunächst nur Fortbildungskurse für Mitarbeiter des UGMK und verbundenen Unternehmen an. UGMK expandierte weiter und eröffnete 2014 eine Forschungseinrichtung. 2016 wurde bekanntgegeben, dass Absolventen von Sekundar- und technischen Schulen eingeschrieben werden können. Insgesamt 240 Personen haben sich im Jahr 2016 eingeschrieben. Bis September 2017 hatte die Universität etwa 500 Studenten, davon 155 Vollzeitstudenten. Anfang 2018 gab es die ersten Absolventen in den Fächern Metallurgie und Energiewirtschaft.
Seit 2018 gibt es staatlich finanzierte Studienplätze an der Technischen Universität der UGMK.